# Francisco Pol Méndez

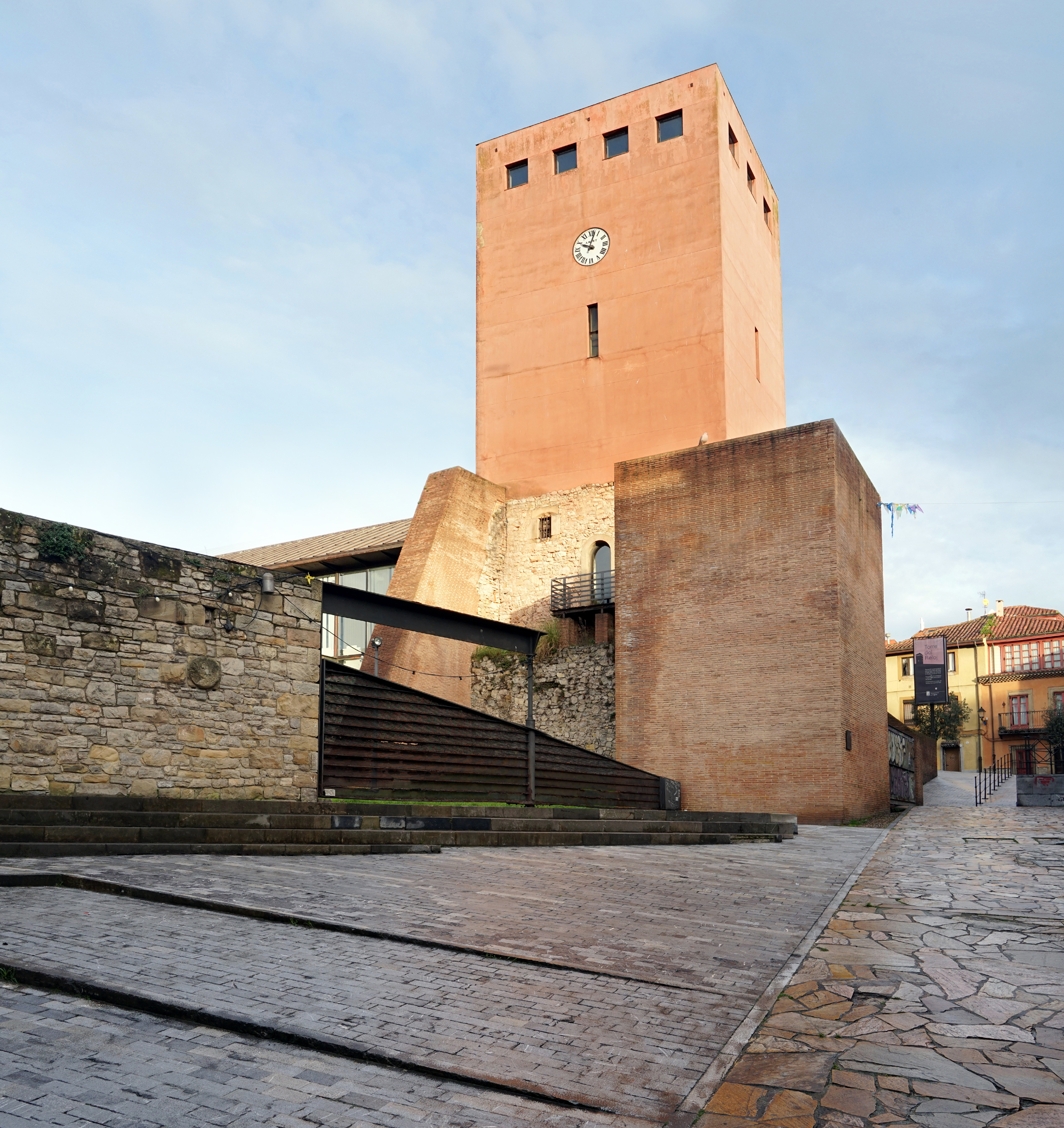
Reconfiguración de un tramo de la muralla romana de Gijón, y reconstitución de la antigua Torre de la Villa, que había sido derribada en 1911, con un procedimiento arquitectónico «alusivo» y «abstracto».

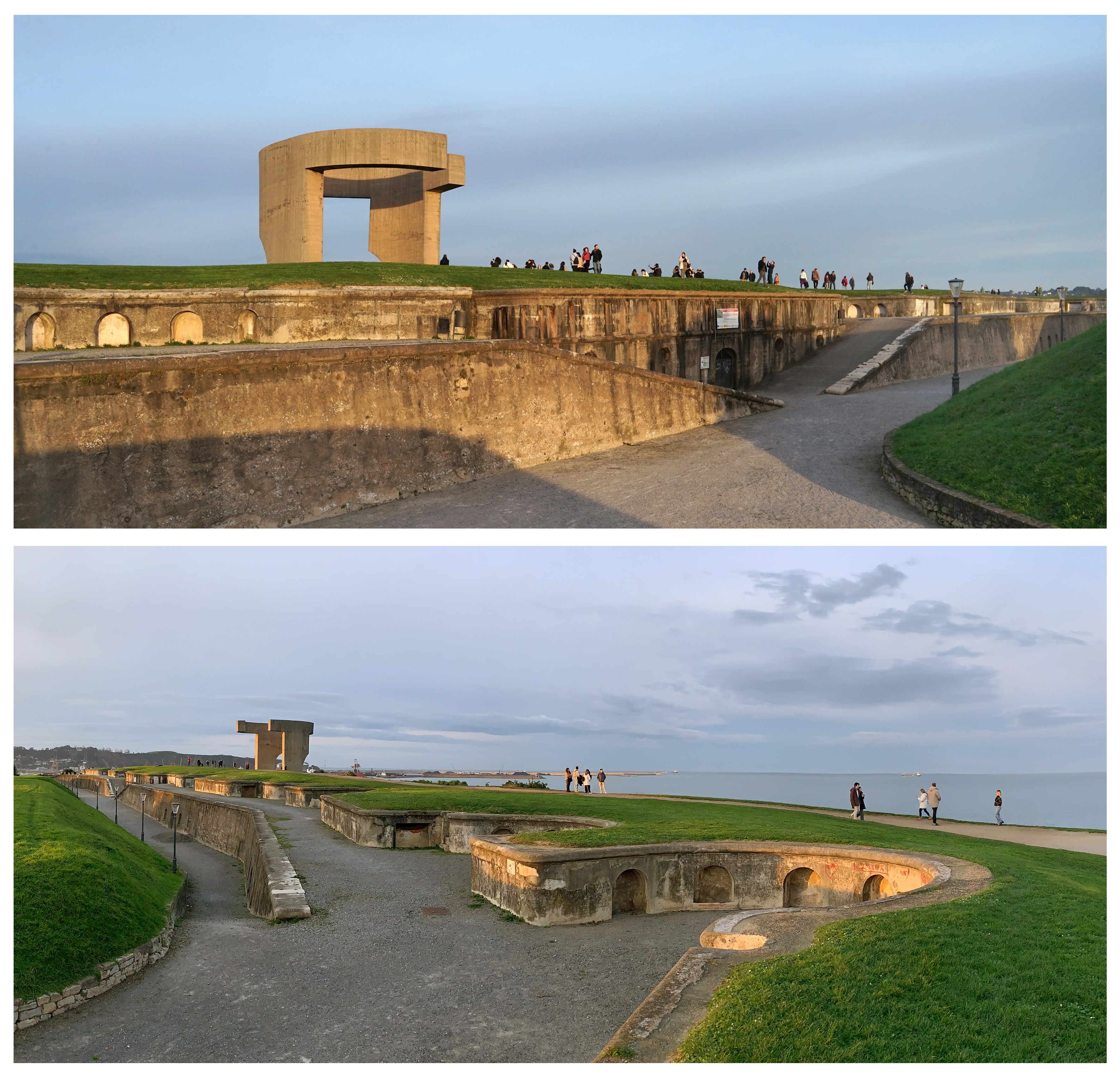
Remodelación de las antiguas fortificaciones del cerro de Santa Catalina en parque público, incluyendo la escultura de Eduardo Chillida «Elogio del horizonte». (Gijón)

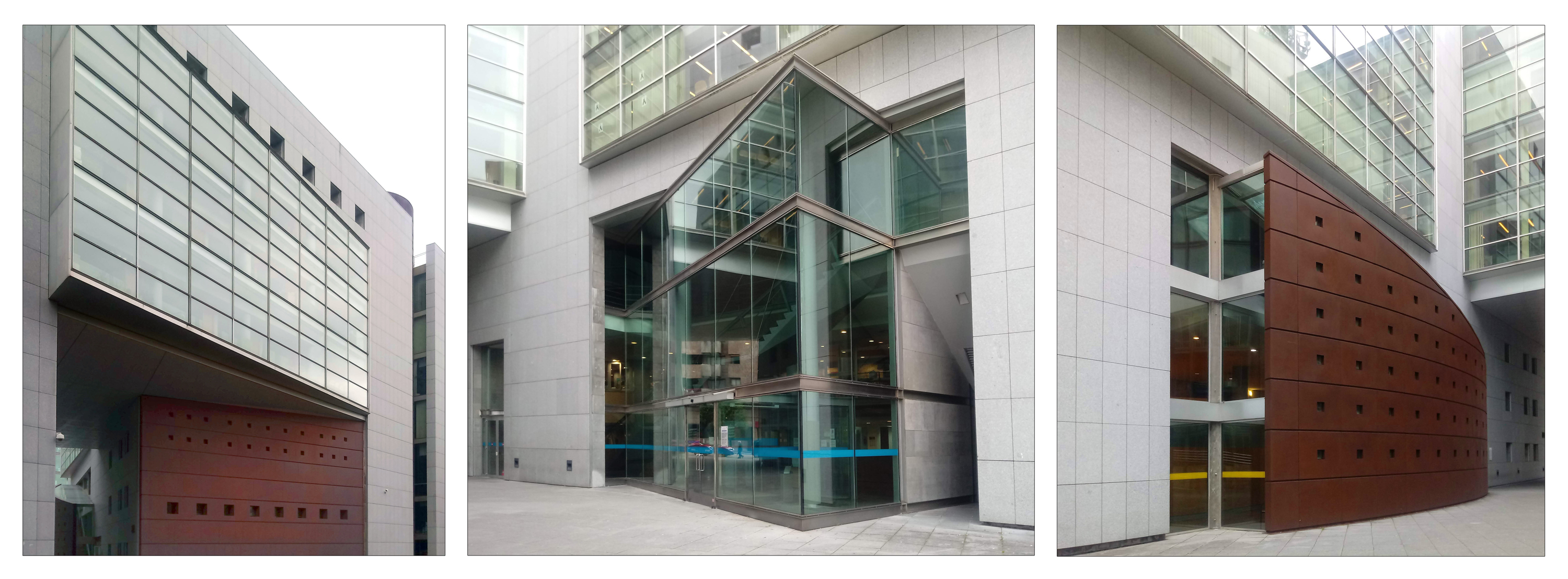
Nuevo Palacio de Justicia de Oviedo.

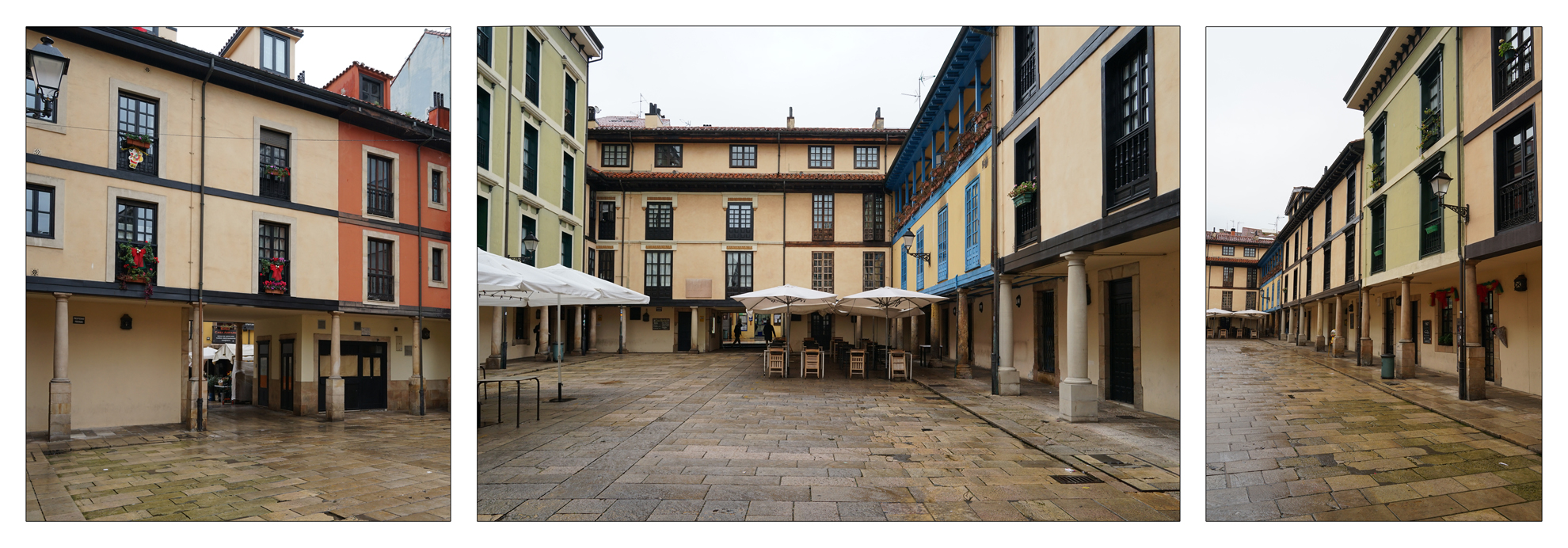
Rehabilitación y reconstrucción del conjunto del Fontán, (Oviedo)

Francisco Pol Méndez (Oviedo, 22 de agosto de 1948 - Madrid, 16 de diciembre de 2023) fue un arquitecto y urbanista español. Especialista en rehabilitación de cascos históricos.

## Biografía
Nacido en Oviedo en 1948 llega a Madrid en los años 60 para estudiar arquitectura en la Escuela Técnica Superior de Arquitectura de Madrid (donde posteriormente también sería profesor). A la vez empieza la carrera de Sociología en la UCM, finalizando Arquitectura en 1975 y Sociología en 1976. Entre 1977 y 1978 estudia en el Instituto Universitario de Arquitectura de Venecia (UAV), especializándose en centros urbanos antiguos y en Patrimonio Histórico.

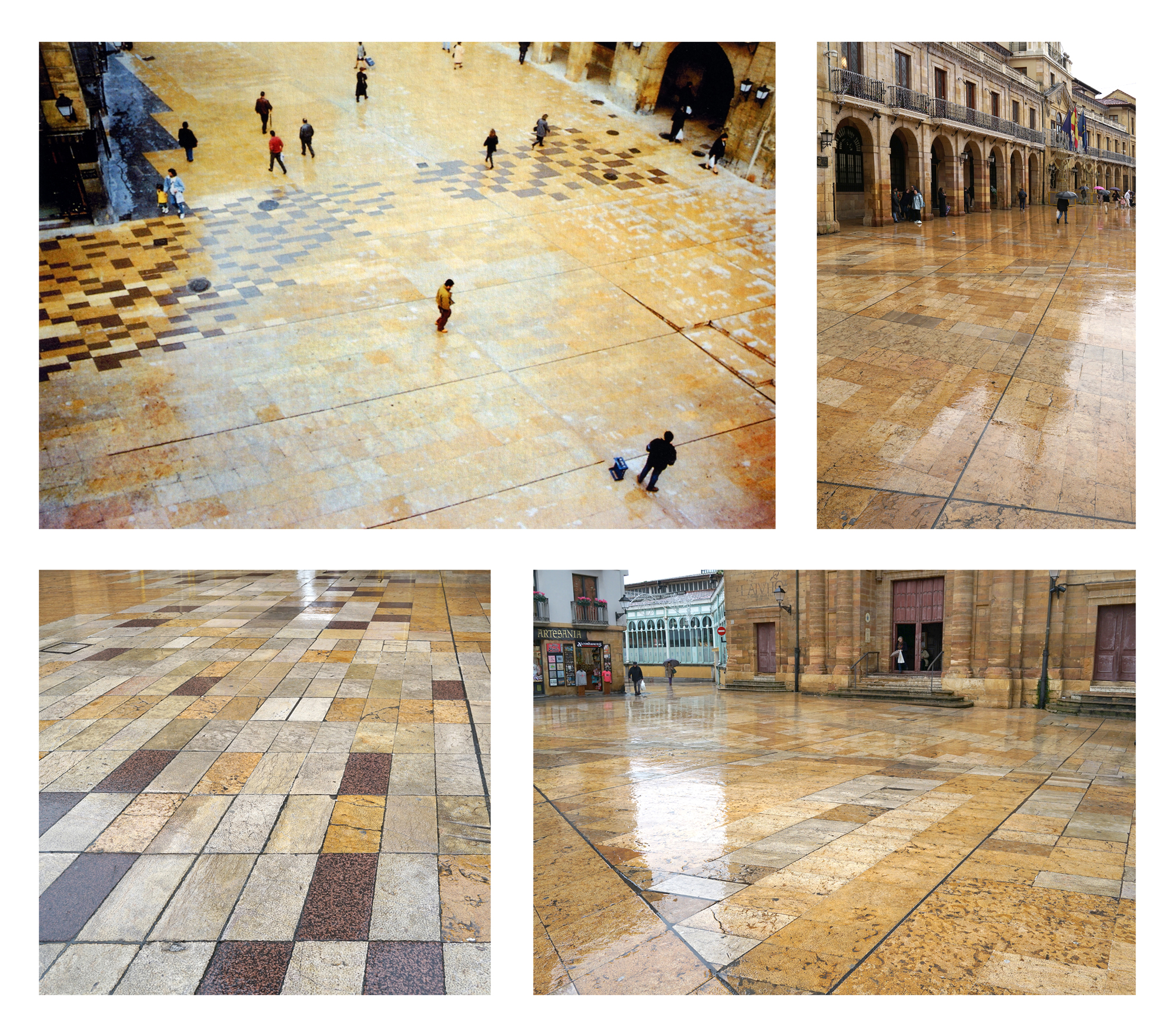
Rehabilitación urbana y peatonalización de la Plaza de la Constitución de Oviedo. El diseño de la pavimentación incluye trazas alusivas al camino jacobeo del norte que daba acceso al recinto amurallado.

Desde sus comienzos trabajó en el desarrollo de planes especiales y programas de recuperación de centros históricos, así como en proyectos arquitectónicos e intervenciones en edificaciones y espacios públicos. En 1985 realiza en Gijón el Plan Especial del barrio de Cimadevilla, reconstruye la Torre del Reloj, reforma el puerto, la Plaza Mayor y su muralla romana (2009), y lleva a cabo la ordenación del cerro de santa Catalina, donde encarga a Eduardo Chillida, la escultura que se convertiría en el símbolo de la ciudad asturiana: el Elogio del Horizonte (1990).
A lo largo de su carrera profesionaldirige los Planes Especiales de los Centros Históricos de Oviedo, Valladolid, Huelva, Huesca, Ciudadela de Menorca, Pasajes, Mojácar y Llanes (este último junto con el arquitecto Alfonso Toribio Gutiérrez en 1987) y participa en los Planes Especiales de Santiago de Compostela, Barcelona, Valladolid, Córdoba, Ponferrada y Segovia, Así mismo dirige los proyectos urbanos del centro histórico de Cáceres y su Plaza Mayor, y de la ciudad alta de Cuenca. Además lleva a cabo proyectos de rehabilitación de espacios urbanos públicos singulares: Plaza Mayorde Madrid, Plaza Mayor de Medina del Campo y Plaza de la Constitución en el casco antiguo de Oviedo. Entre sus trabajos de nueva edificación destaca el Palacio de Justicia de Oviedo.
Además de sus trabajos como arquitecto y urbanista, desarrolló una extensa actividad docente, entre la que cabe destacar la creación y dirección (en 1983 y hasta 1993) de los Cursos Internacionales de Rehabilitación Urbana de la Universidad Internacional Menéndez Pelayo. En relación con estos cursos también dirigió y coordinó la publicación de diversos libros: «Arquitectura y Urbanismo en las ciudades históricas», «Ciudad, Historia, Proyecto», «Arquitectura Recuperada», «La ciudad como proyecto» y «Nueva Arquitectura Urbana en la Ciudad Europea».  
Falleció en Madrid, donde residía y tenía su estudio desde hacía décadas, el 16 de diciembre de 2023.

## Premios
Entre otros, recibió los siguientes premios:
- Premio Nacional de Urbanismo (1981), junto con los arquitectos Mariano Bayón y José Luis Martín.[17]
- Premio ANCSA (Asociación de Centros Históricos de Italia)
- Premio Comité Medio Ambiente OCDE